# Harald Lønborg-Jensen
 Ikke at forveksle med Harald Lønborg.
Harald Magnus Lønborg-Jensen (10. oktober 1871 på Rødemarkshus ved Tureby – 1. november 1948 i København) var en dansk arkitekt, der især er kendt som en meget produktiv kirke- og restaureringsarkitekt.
Hans forældre var Fritz Julius Jensen og Charlotte Marie Christiane Lønborg. Han er fætter til arkitekten Aage Lønborg-Jensen og fotografen Harald Lønborg.

## Uddannelse
Harald Lønborg-Jensen var i fire år i tømrerlære hos faderen, Fritz Julius Jensen, der var bygmester. Siden kom han på teknisk skole og videre til Kunstakademiet, hvorfra han fik afgang som arkitekt i januar 1900 (han blev optaget i forberedelsesklasse februar 1893, arkitekturskolens forberedelsesklasse oktober 1895). Han vandt den lille guldmedalje 1905 (for En Bygning til Afholdelse af Møder og Festligheder) og den store guldmedalje 1907 (En Statsskole for Legemsøvelser). Han havde derefter ansættelse hos kendte arkitekter som Vilhelm Dahlerup, Anton Rosen, Hans J. Holm, Ferdinand Meldahl og Martin Borch. Ret hurtigt startede han dog selvstændig virksomhed.
For Theophilus Hansens Legat var han på rejser i Østrig, Italien, Frankrig, Belgien, Holland 1904 og på Akademiets stipendium i Tyskland, Italien, Grækenland 1907-08. Han deltog i Charlottenborg Forårsudstilling 1905-07 og 1909. Han var medlem af Det kongelige Nordiske Oldskriftselskab og af bestyrelsen for Selskabet for kirkelig Kunst, medlem af Akademiraadet 1931-34 og var arkitekt ved Ribe Domkirke fra 1915 og ved Roskilde Domkirke fra 1927. Lønborg-Jensen blev i 1926 Ridder af Dannebrog.

## Arbejdsområde
Harald Lønborg-Jensens speciale inden for arkitekturen skulle blive kirkebyggeriet. Gennem fire årtier var han blandt de mest anvendte arkitekter til kirkerestaureringer samt ny- og ombygning af kirker. Hans stil var præget af det historisk-romantiske arkitektursyn. Han havde betydelig stilhistorisk indsigt, men det er hævdet at hans restaureringer undertiden nok var frit fabulerende. 
Lønborg-Jensen blev gift i Ebeltoft 1. oktober 1895 med Eline Inga Benedicte Jensen (18. juni 1870 i Holstebro – 14. april 1939 i København), datter af præst, senere sognepræst Niels Julius Jensen og Nanna Christiane Boisen. Lønborg-Jensen er urnebegravet på Frederiksberg Ældre Kirkegård.

## Værker
- Grundtvigs Højskole, Kongens Lyngby (1897, tilhører nu Frilandsmuseet)
- Ligkapel, Sorgenfri Kirkegård (1905)
- Menigheds- og missionshus, Lyngby (1908)
- Stenderup Kirke (Billund Kommune) (1908-09)
- Skovlund Kirke (1910)
- Bramminge Kirke (Sankt Ansgar Kirke) (1912-15)
- Vendsyssel Bank og Løveapoteket, Østergade i Hjørring (1913)
- Nordfløj på herregården Aunsbjerg (1917-19, i samarbejde med C.M. Smidt)
- Haunstrup Kirke (1918-20, i samarbejde med samme)
- Studsgård Kirke (1918-20, i samarbejde med samme)
- Bjerringbro Kirke (1918-20), i samarbejde med Alfred Brandt)
- Lundtofte Kirke (1919-21)
- Skjoldbjerg Kirke (1919-21)
- Mindesmærke for britiske soldater på Vestre Kirkegård, København (1920)
- Grindsted Kirke (1921-23, i samarbejde med C.M. Smidt)
- Rinkenæs Kirke (1929-32)
- Nørre Kollund Kirke (1935)
- Sankt Johannes Kirke (Vejle) (1940-41)
- Frederikskirken, Højbjerg ved Århus (1942- 44)
- Åbyhøj Kirke (1942-45)
- Endvidere tegneforlæg for diverse kirkeinventar.

### Ombygninger og udvidelser
- Haslev Kirke (1914-16); skib, tårn og våbenhus
- Hejnsvig Kirke (1918-19)
- Timring Kirke (1919)
- Ombygning af tårn på Fåborg Kirke, Sydvestjylland (1923)
- Skt. Martins Kirke, Brabrand (1923-25)
- Skt. Katharinæ Kirke, Hjørring (1924-26)
- Vestparti med tvillingetårne, Ranum Kirke (1925)
- Pedersborg Kirke (1928-30)
- Hurup Kirke (1928-30)
- Festsalen, Københavns Universitet (1935-37).

### Restaureringer
- Skt. Katharinæ Kirke, Ribe (fra 1916)
- Jens Bangs Stenhus, Ålborg (1917-32)
- Løgum Kloster og Kirke (1920-31)
- Assing Kirke (1922, i samarbejde med C.M. Smidt)
- Birkerød Kirke (1925-27)
- Herregården Egeskov (1927-28)
- Snoghøj Gymnastikhøjskole (1932-34)
- Jelling Kirke (1935- 36)
- Bjerning Kirke (1938-39)
- Brande Kirke (1939)
- Vilstrup Kirke (1939-40)
- Søborg Kirke, Nordsjælland (1940-41)
- Haderslev Domkirke (1942-51, i samarbejde med Helge Holm)
- Skanderborg Slotskirke (1944-48).